# Variación de fase
En biología, la variación de fase es un método para lidiar con entornos que varían rápidamente sin requerir una mutación aleatoria. Implica la variación de la expresión de proteínas, frecuentemente de forma intermitente, dentro de diferentes partes de una población bacteriana. Como tal, el fenotipo puede cambiar a frecuencias que son mucho más altas (a veces> 1%) que las tasas de mutación clásicas. La variación de fase contribuye a la virulencia al generar heterogeneidad. Aunque se ha estudiado con mayor frecuencia en el contexto de la evasión inmune, también se observa en muchas otras áreas y es empleado por varios tipos de bacterias, incluidas las especies de Salmonella. 
Salmonella utiliza esta técnica para cambiar entre diferentes tipos de proteína flagelina. Como resultado, se ensamblan flagelos con diferentes estructuras. Una vez que se ha montado una respuesta adaptativa contra un tipo de flagelina, o si un encuentro previo ha dejado al sistema inmunológico adaptativo listo para lidiar con un tipo de flagelina, el cambio de tipos hace que los anticuerpos, TCR y BCR de alta afinidad previamente sean ineficaces contra los flagelos. 

## Recombinación específica del sitio
Las recombinaciones específicas del sitio suelen ser cortas y se producen en un único sitio diana dentro de la secuencia de recombinación. Para que esto ocurra, normalmente hay uno o más cofactores (por nombrar algunos: proteínas de unión al ADN y la presencia o ausencia de sitios de unión al ADN) y una recombinasa específica del sitio. Hay un cambio en la orientación del ADN que afectará la expresión génica o la estructura del producto génico. Esto se hace cambiando la disposición espacial del promotor o los elementos reguladores. 

### Inversión
Mediante la utilización de recombinasas específicas, se invierte una secuencia de ADN particular, lo que da como resultado un interruptor de ENCENDIDO a APAGADO y viceversa del gen ubicado dentro o al lado de este interruptor. Muchas especies bacterianas pueden utilizar la inversión para cambiar la expresión de ciertos genes en beneficio de la bacteria durante la infección. El evento de inversión puede ser simple al involucrar el cambio en la expresión de un gen, como la expresión de pilina de E. coli, o más complicado al involucrar múltiples genes en la expresión de múltiples tipos de flagelina por S. typhimurium. La adhesión de las fimbrias por las fimbrias de tipo I en E. coli sufre una inversión específica del sitio para regular la expresión de fimA, la subunidad principal de los pili, según la etapa de la infección. El elemento invertible tiene un promotor dentro de él que, dependiendo de la orientación, activará o desactivará la transcripción de fimA. La inversión está mediada por dos recombinasas, FimB y FimE, y las proteínas reguladoras H-NS, el factor de integración del huésped (IHF) y la proteína que responde a la leucina (LRP). La recombinasa FimE tiene la capacidad de invertir solo el elemento y cambiar la expresión de encendido a apagado, mientras que FimB puede mediar la inversión en ambas direcciones.

### Inserción-escisión
Si la escisión es precisa y se restaura la secuencia original de ADN, la variación de fase reversible puede estar mediada por la transposición. La variación de fase mediada por la transposición se dirige a secuencias de ADN específicas. P. atlantica contiene un locus eps que codifica polisacárido extracelular y la expresión ENCENDIDO o APAGADO de este locus está controlada por la presencia o ausencia de IS492. Dos recombinasas codificadas por MooV y Piv median la escisión e inserción precisas, respectivamente, del elemento de inserción IS492 en el locus eps. Cuando se escinde IS492, se convierte en un elemento extracromosómico circular que da como resultado la expresión restaurada de eps.
Otro ejemplo más complejo de reordenamiento de ADN específico de sitio se usa en los flagelos de Salmonella typhimurium. En la fase habitual, una secuencia promotora promueve la expresión del gen de los flagelos H2 junto con un represor del gen de los flagelos H1. Una vez que el gen hin invierte esta secuencia promotora, el represor se apaga al igual que el H2, lo que permite que se exprese el H1. 

## Conversión de genes
La conversión genética es otro ejemplo de un tipo de variación de fase. Los pili tipo IV de Neisseria gonorrhoeae se controlan de esta manera. Hay varias copias del gen que codifica estos pili (el gen Pil), pero solo una se expresa en un momento dado. Esto se conoce como gen PilE. Las versiones silenciosas de este gen, PilS, pueden utilizar la recombinación homóloga para combinarse con partes del gen PilE y así crear un fenotipo diferente. Esto permite hasta 10,000,000 fenotipos diferentes de pili. 

## Modificación epigenética - Metilación
A diferencia de otros mecanismos de variación de fase, las modificaciones epigenéticas no alteran la secuencia del ADN y, por tanto, es el fenotipo el que se altera, no el genotipo. La integridad del genoma está intacta y el cambio producido por la metilación altera la unión de los factores de transcripción. El resultado es la regulación de la transcripción que da como resultado cambios en la expresión génica. Una proteína de la membrana externa, el Antígeno 43 (Ag43) en E. coli, está controlada por la variación de fase mediada por dos proteínas, la enzima de metilación del ADN desoxiadenosina metiltransferasa (Dam) y el regulador del estrés oxidativo OxyR. Ag43, que se encuentra en la superficie celular, está codificado por el gen Agn43 (anteriormente denominado gripe) y es importante para las biopelículas y la infección. La expresión de Agn43 depende de la unión de la proteína reguladora OxyR. Cuando OxyR se une a la región reguladora de Agn43, que se superpone con el promotor, inhibe la transcripción. La fase ENCENDIDO de la transcripción depende de que Dam metile las secuencias de GATC al comienzo del gen Agn43 (que se superpone con el sitio de unión de OxyR). Cuando Dam metila los sitios GATC, inhibe la unión del OxyR, lo que permite la transcripción de Ag43.

## Inversión de ADN anidado
En esta forma de variación de fase. La región promotora del genoma puede pasar de una copia de un gen a otra mediante recombinación homóloga. Esto ocurre con las proteínas de superficie de Campylobacter fetus. Las distintas proteínas de antígeno de superficie son todas silenciosas, excepto una y todas comparten una región conservada en el extremo 5 '. La secuencia promotora puede moverse entre estas regiones conservadas y permitir la expresión de un gen diferente.    

## Emparejamiento incorrecto del hilo deslizado
El emparejamiento incorrecto de hebras deslizadas (SSM, del inglés Slipped strand mispairing) es un proceso que produce un emparejamiento incorrecto de secuencias de repetición cortas entre las hebras madre e hija durante la síntesis de ADN. Este mecanismo independiente de RecA puede ocurrir durante la replicación del ADN o la reparación del ADN y puede estar en la cadena principal o retrasada. El SSM puede resultar en un aumento o disminución en el número de secuencias de repetición cortas. Las secuencias de repetición cortas son de 1 a 7 nucleótidos y pueden ser secuencias de ADN repetitivas homogéneas o heterogéneas.
La expresión génica alterada es el resultado del SSM y, dependiendo de dónde se produzca el aumento o la disminución de las secuencias de repetición cortas en relación con el promotor, se regulará a nivel de transcripción o traducción. El resultado es una fase ENCENDIDO a APAGADO de un gen o genes. 
La regulación transcripcional (parte inferior de la figura) se produce de varias formas. Una forma posible es si las repeticiones están ubicadas en la región promotora en el sitio de unión de la ARN polimerasa, -10 y -35 cadena arriba del gen o genes. El patógeno oportunista H. influenzae tiene dos promotores de orientación divergente y genes de fimbrias hifA y hifB. Las regiones promotoras superpuestas tienen repeticiones del dinucleótido TA en las secuencias -10 y -35. A través de SSM, la región de repetición TA puede sufrir la adición o sustracción de dinucleótidos TA, lo que da como resultado la fase ENCENDIDO o la fase APAGADO reversible de la transcripción de hifA y hifB. La segunda forma en que el SSM induce la regulación transcripcional es cambiando las secuencias de repetición cortas ubicadas fuera del promotor. Si hay un cambio en la secuencia de repetición corta, puede afectar la unión de una proteína reguladora, como un activador o represor. También puede dar lugar a diferencias en la estabilidad postranscripcional del ARNm.
La traducción de una proteína puede ser regulada por SSM si las secuencias de repetición cortas están en la región codificante del gen (parte superior de la figura). Cambiar el número de repeticiones en el marco de lectura abierto puede afectar la secuencia del codón añadiendo un codón de parada prematuro o cambiando la secuencia de la proteína. Esto a menudo da como resultado una proteína truncada (en el caso de un codón de parada prematuro) y/o no funcional. 